# 環水平アーク

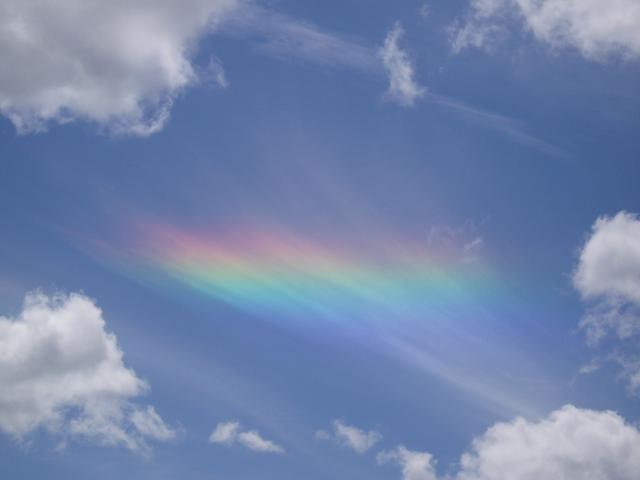
羽毛状の巻雲に投影された環水平アーク

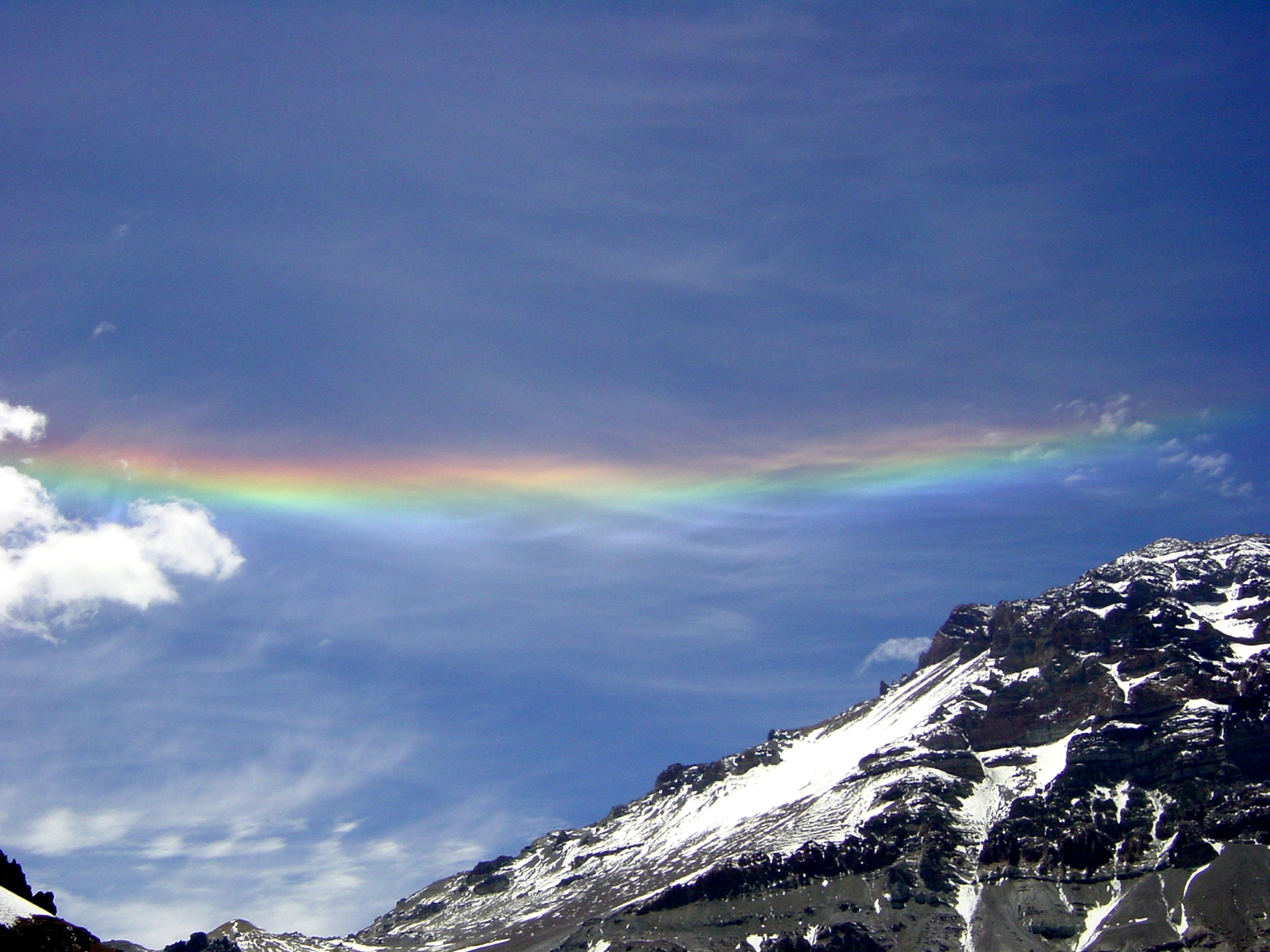
長い環水平アーク。やや上方に反って見える。

環水平アーク（かんすいへいアーク、英語：circumhorizon arc、circumhorizontal arc）とは、大気光学現象の一種で、太陽の下46度の水平線上の薄雲に虹色の光の帯が見えるもの。水平弧、水平環 とも呼ばれる。大気中の氷晶に太陽光が屈折して起こるもので、太陽高度が58°以上の時にしか出現しない。

## 類似の現象との区別

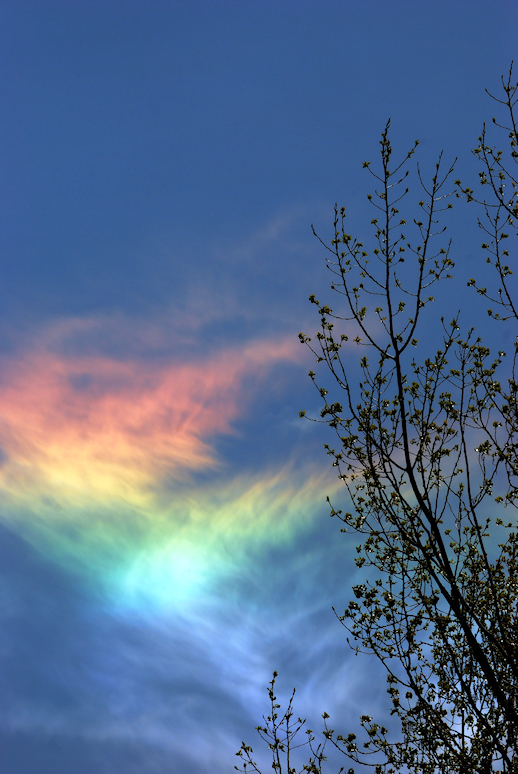
彩雲と間違えられやすい断片的な環水平アーク

虹とは異なり、環水平アークは太陽と同じ方向に現れ、水平の帯の形状をしている。なお、環水平アークの光の帯は、方位角にして最大108°までの広がりを持つ。
巻雲などの断片的な雲を通して見えるときには、同じく虹色をした彩雲としばしば混同される。
外暈（46°ハロ）や下部ラテラルアークは同じ高さに生じ、太陽高度によってはほとんど同じ形状となるため、区別が難しい場合がある。

## 観測条件とメカニズム
58°以上という高い太陽高度が条件のため、概ね北緯・南緯55度より極側の高緯度地域では、高山を除いて見ることができない。ヨーロッパでは、デンマークのコペンハーゲン付近が北限である。また、低緯度の地域ほど、夏季を中心とする太陽高度58°以上の期間が長くなり、観測されやすい。中緯度にある日本などでは、夏の間、夏至を挟んだ半年前後の期間見ることができ、概ね1年に数回程度観測できる。
環水平アークを観測できる時、雲を構成する氷の結晶の多くは六角板状で、方向がおおむね揃っている。鉛直面への入射と水平面からの出射で2度屈折した太陽光は、氷晶がプリズムとなって可視光線の波長ごとに分光されて虹色に見える。

## 関連画像

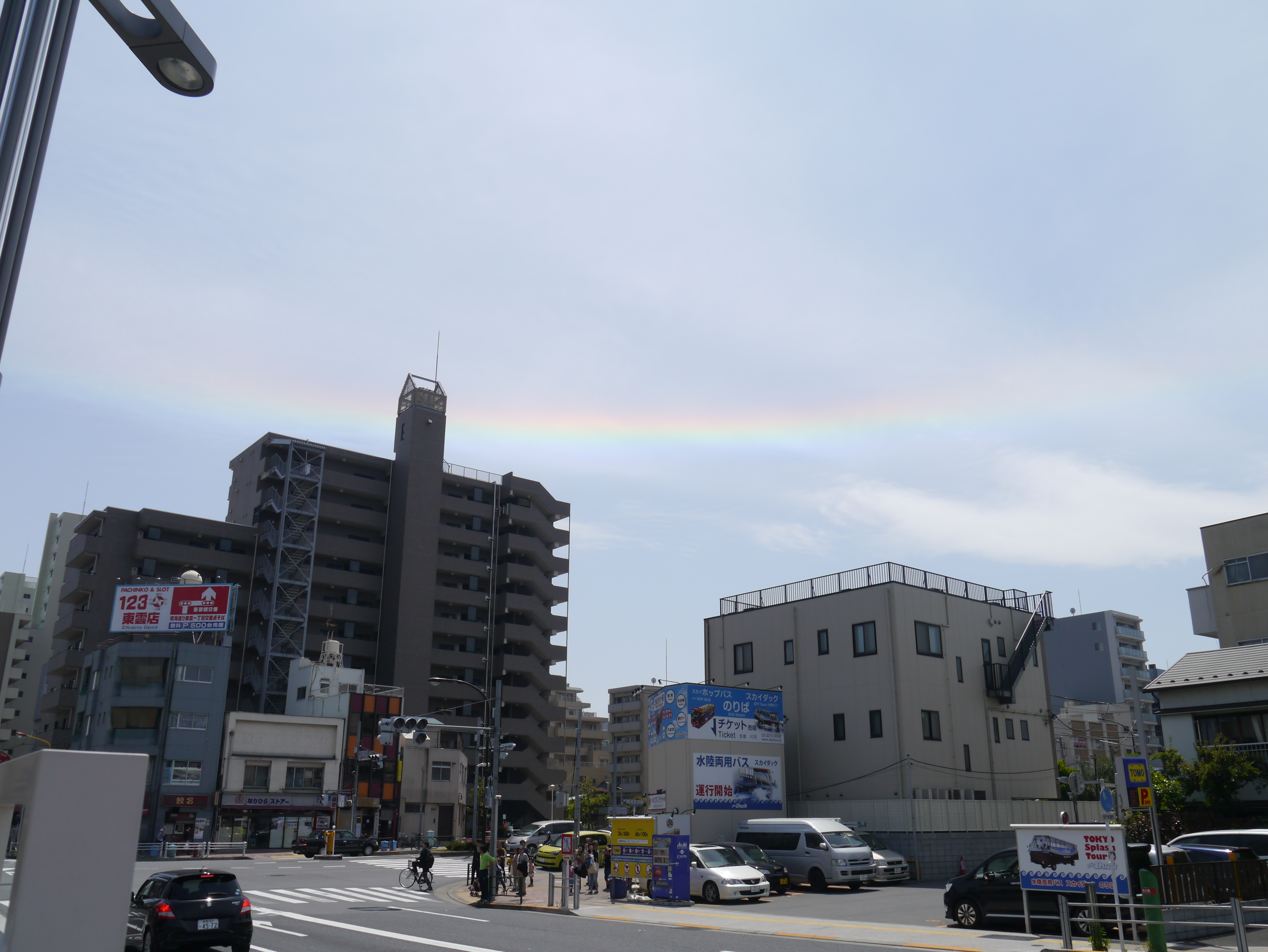
2014年5月の東京にて
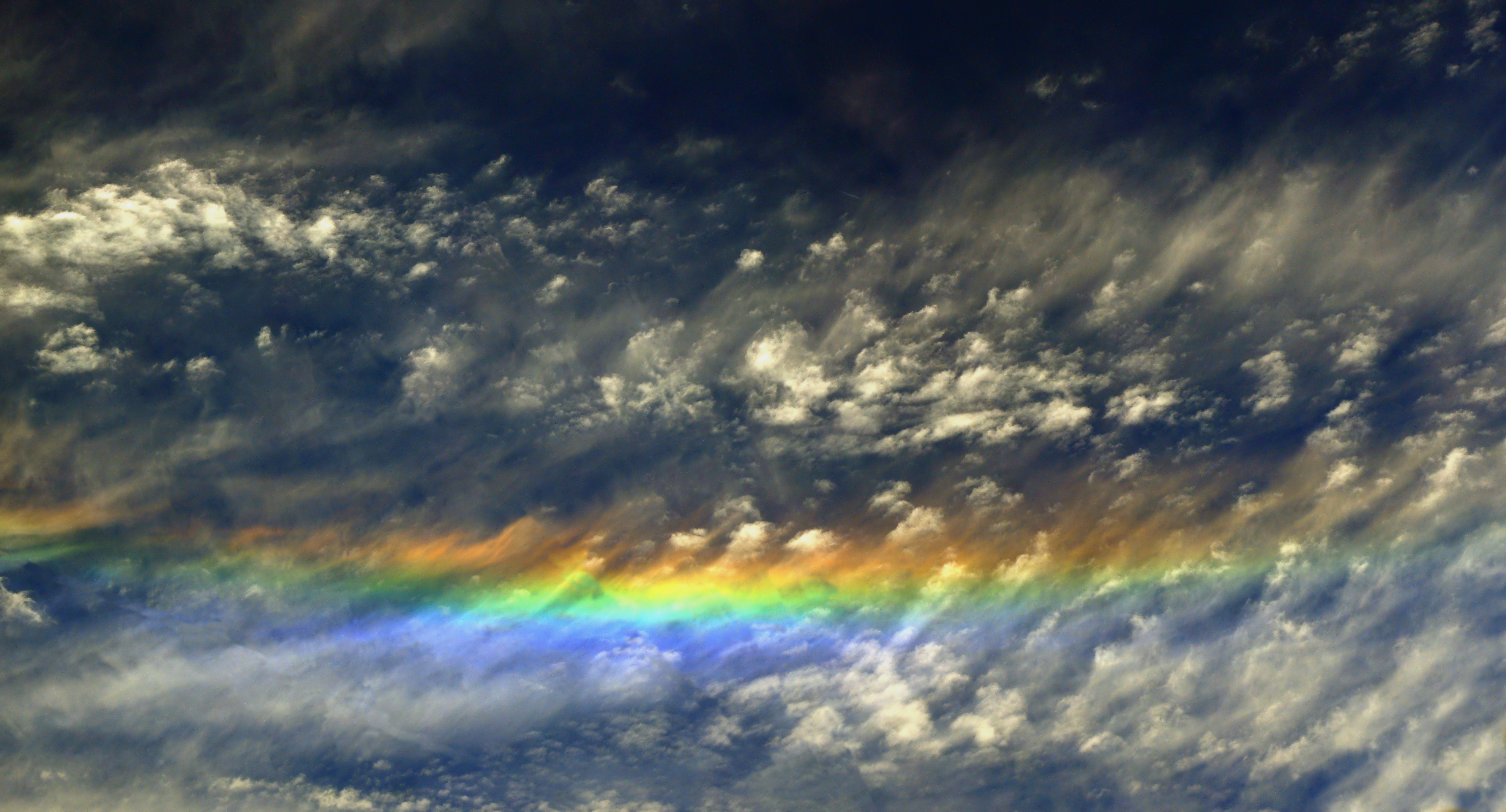
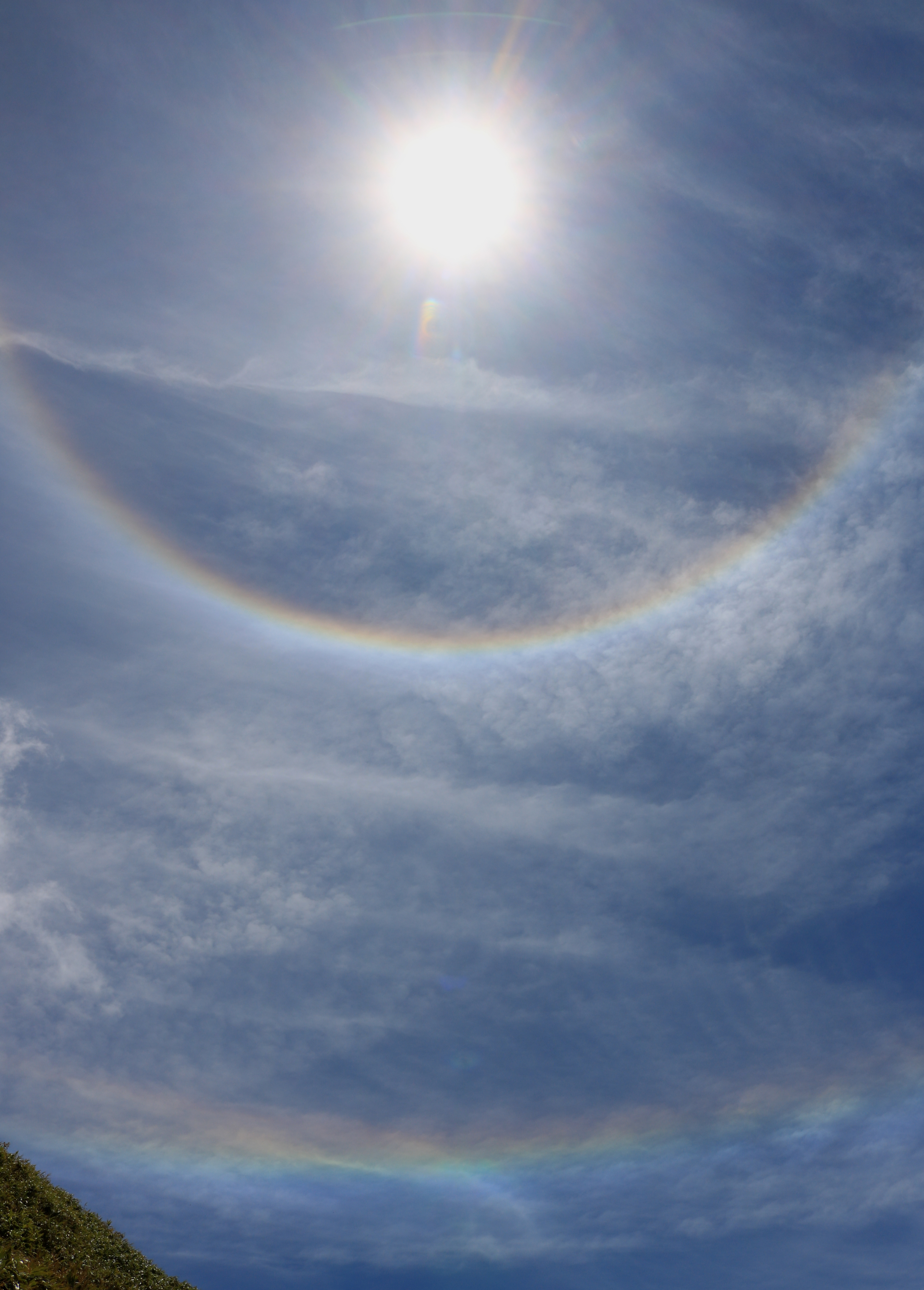
内暈（上）と環水平アーク（下）
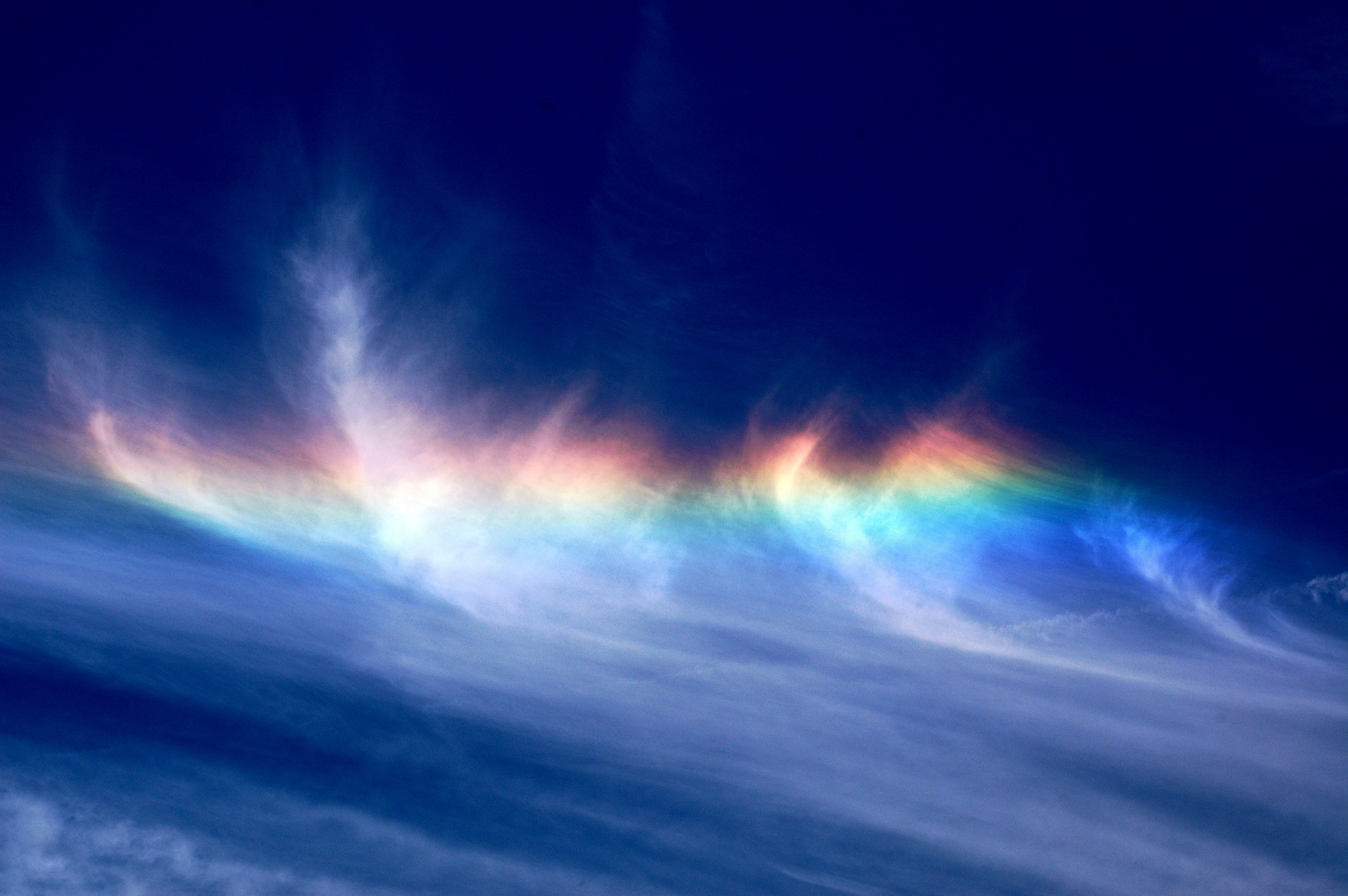
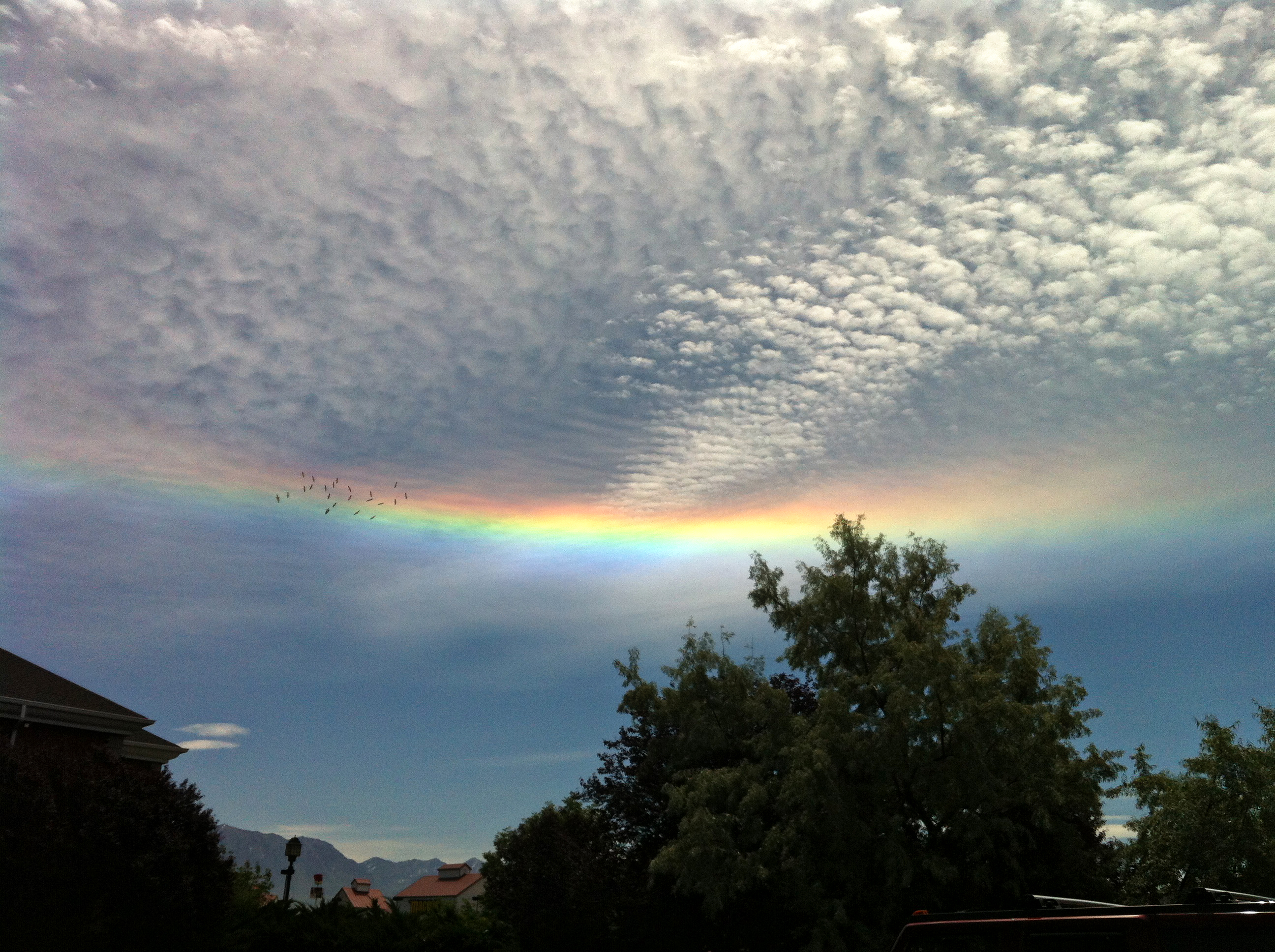
巻積雲と環水平アーク
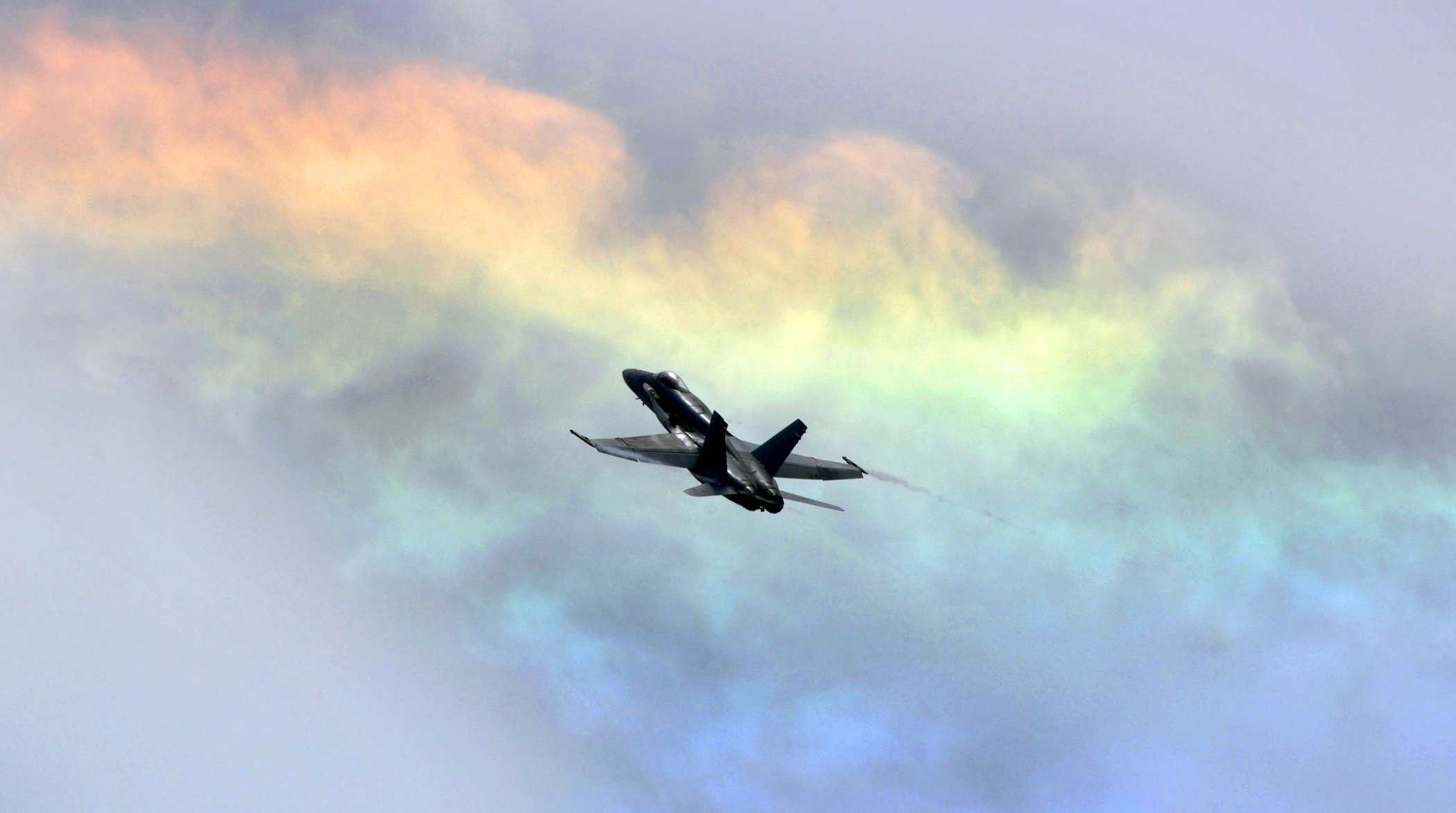
飛行機と環水平アーク